# Taehoon Oh
Taehoon Oh es especialista en gráficos por ordenador, diseñador y desarrollador de juegos. Es cofundador y director de operaciones de Studio Roqovan, antes conocido como Reload Studios. Fue el artista principal y uno de los desarrolladores pioneros de la franquicia de juegos Call of Duty. También es uno de los cofundadores de la subdivisión de realidad virtual de Studio Roqovan llamada Rascali, lanzada en septiembre de 2015.

## Carrera
Oh es el propietario de Stunt Corgi y ejerce de director de operaciones en Reload Studios, que fundó en 2014 con James Chung y que posteriormente pasó a llamarse Studio Roqovan. Allí, en 2016, desarrolló un nuevo juego, World War Toons, un juego de disparos multijugador en primera persona compatible con 3D VR (realidad virtual) y PSVR.
Mientras trabajaba para Infinity Ward (los desarrolladores originales de COD) desde 2004 hasta 2014, Taehoon, como artista principal y sénior, diseñó más de 50 vehículos y 100 armas utilizadas en las diferentes versiones de Call of duty, incluyendo Call of Duty 2, Call of Duty 4: Modern Warfare, Call of Duty: Modern Warfare 2, Call of Duty: Modern Warfare 3 y Call Of Duty Ghost.
En 2007, ganó el concurso mundial de arte de juegos por el juego Dominance War, y fue juez en varios concursos de juegos.

## Primeros años
La educación temprana de Oh tuvo lugar en Corea del Sur. Su interés por los juegos surgió cuando su padre le compró un ordenador personal Apple II.

## Premios
Campeón mundial del concurso de arte de juegos celebrado en 2007 por el juego Dominance war.